# Jochen Lobe
Jochen Lobe (geboren am 14. August 1937 in Ratibor, Provinz Oberschlesien; gestorben am 16. Februar 2025) war ein deutscher Schriftsteller.

## Leben
Als Siebenjähriger erlebte Lobe die Vertreibung aus Schlesien, die später in seinen Gedichten zum Thema werden sollte. Ab 1945 lebte die Familie in Bayreuth und Hof, wo Lobe das Gymnasium besuchte. Nach dem Abitur studierte er Germanistik, Geschichte und Geografie für das Lehramt in Erlangen und Frankfurt am Main. Von 1968 bis 2000 war er Lehrer am Gymnasium Christian-Ernestinum in Bayreuth. 1970 erschien ein erstes Heft mit Texten, seitdem publizierte Lobe Gedichte, Prosa, Kritiken und Essays in Monographien, Anthologien, Zeitungen und Zeitschriften und verfasste diverse Rundfunkbeiträge. Ab Mitte der 1980er Jahre wurde er auch als Autor moderner, kritischer Mundartdichtung bekannt.
Von 1969 bis 1975 leitete Lobe das Literarische Forum Bayreuth.

## Würdigungen
- 1964 Förderpreis der Sudermann-Gesellschaft Berlin
- 1978 Förderpreis der Stadt Nürnberg
- 1982 Förderpreis des Landes Niedersachsen
- 1984 Kulturpreis der Stadt Bayreuth

## Werke
- Verzettelung von Denkgesteinen. Texte. Reihe Der Viergroschenbogen. Blätter für zeitgenössische Literatur und Graphik, Folge 107. Relief-Verlag Eilers, München, Würzburg, Wien 1970.
- Textaufgaben. Vorgeführt von Mutter Montage und ihren Kindern. verlag für neue literatur, Hof/Saale 1970.
- Augenaudienz. Gedichte 1970-1977. Reihe das neue Buch, Bd. 99. Rowohlt, Reinbek bei Hamburg 1978.
- Ham sa gsoochd soong sa. Gedichte in Bayreuther Mundart. Basilisken-Presse, Marburg an d. Lahn 1982.
- Wennsd maansd. Gedichte in Bayreuther Mundart. Echter, Würzburg 1983.
- Ausläufer, Filterpapiere, Sekundenblätter. Basilisken-Presse, Marburg an d. Lahn 1987.
- Deutschlandschaften. 60 Gedichte. 1977-1991. Delp, München 1992.

Als Herausgeber:
- Richard-Wagner-Stunden-Lecker. Aus Zutaten von Eugen Gomringer [u. a.] zusammengerührt und nachgesüsst von Jochen Lobe. Gemodelt von Eduard Herrmann. Mit Stiel versehen und für Leckermäuler herausgebracht. verlag für neue literatur, Hof/Saale 1970.
- Ortstermin Bayreuth oder 33 Selbsterlebensbeschreibungen, Stadtbesichtigungen, Stadtbezichtigungen. Zusammengestellt von Jochen Lobe, hrsg. vom Verband Fränkischer Schriftsteller. Wettin-Verlag, Kirchberg/Jagst 1971.
- Spiegelungen des politischen Bewußtseins in Gedichten des geteilten Deutschland. Verlag der Horen, Hannover 1972.
- Einatmen, ausatmen. Verlag Müller Erlangen 1975.